# System 3 FC
Der System 3 FC ist ein Fußballklub auf St. Vincent und den Grenadinen aus Kingstown.

## Geschichte
Der Klub wurde im Jahr 1997 gegründet. In den nächsten Jahren spielte man in der Premier League, der obersten Liga des Landes, und konnte auch öfters vorne mitspielen, jedoch wurde man in dieser Zeit maximal Vizemeister. So auch am Ende der Saison 2009/10, wonach man aber erstmals international bei der Ausgabe 2010 der CFU Club Championship mitmachen durfte. In der ersten Runde ging es gegen den Bayamón FC aus Puerto Rico. Zwar gelang nur ein Punkt durch das 2:2 im Rückspiel, jedoch durften am Ende beide Teilnehmer dieser kleinen Gruppe weiterkommen. In der zweiten Runde traf man in der eigenen Gruppe H nun auf Joe Public aus Trinidad und Tobago sowie WBC aus Suriname. Gegen beide verlor die Mannschaft mit zwei Toren Unterschied und schied so aus dem Wettbewerb aus.
In der Saison 2016 trug der Klub mittlerweile den Namen System 3 Sports Academy und gewann erstmals die Meisterschaft der Meisterschaft. In den nächsten Jahren hielt man mit den besten Teams der Liga mit, zog sich zum Start der Spielzeit 2022/23 aus dem Spielbetrieb zurück.

## Erfolge
Premier League
- Meister: 2016